# Irwindale
Irwindale é uma cidade localizada no estado americano da Califórnia, no Condado de Los Angeles. Foi incorporada em 6 de agosto de 1957.

## Geografia
De acordo com o United States Census Bureau, a cidade tem uma área de 24,9 km², onde 22,9 km² estão cobertos por terra e 2 km² por água.

### Localidades na vizinhança
O diagrama seguinte representa as localidades num raio de 8 km ao redor de Irwindale.

## Demografia
Segundo o censo nacional de 2010, a sua população é de 1 422 habitantes e sua densidade populacional é de 62,18 hab/km². Possui 390 residências, que resulta em uma densidade de 17,05 residências/km².